# Хаммирадева
Хаммирадева (хинди हम्मीर चौहान; ? — 10 июля 1301) — последний чахамана (чаухан) Ранастамбхапуры (современный Рантхамбор). Он также известен как Хамир Дев в мусульманских хрониках и народной литературе.
Хаммирадева правил королевством, центром которого был Рантхамбор в современном Раджастане. В 1280-х годах он совершил набеги на несколько соседних королевств, которые в конечном итоге оставили его без союзников. В 1290-х годах он успешно защищал свое королевство от делийского султана Джалал ад-Дина Хильджи. В 1299 году он предоставил убежище некоторым монгольским мятежникам из Дели, что побудило преемника Джалал ад-Дина Ала ад-Дина Хильджи вторгнуться в его королевство. Войска Хаммиры добились некоторых успехов против генералов Ала ад-Дина Улуг-Хана и Нусрат-Хана, но в конце концов он был разбит и убит в 1301 году после долгой осады.
Хаммира прославляется как герой в нескольких текстах, составленных после его смерти, включая Хаммира Махакавья Наячандры Сури, Хаммира-Расо Джодхараджи и Хаммира-Хатха Чандрашекхары.

## Ранняя жизнь
Хаммирадева был сыном чахаманы-царя Джайтрасимхи (Джайтра Сингх) и царицы Хира Деви. Имя «Хаммира» является санскритизированной формой арабского титула Амир. О нем мало что известно, за исключением Хаммиры Махакавьи, написанного поэтом примерно через 100 лет после смерти Хаммирадевы и достоверность которого была поставлена под сомнение. У Хаммирадевы было два старших брата по имени Суратрана и Вирама.
Когда Джайтрасимха ушел в отставку из-за старости, он назначил Хаммирадеву своим преемником, хотя Хаммира и не был его старшим сыном. Хаммира Махакавья датирует восхождение Хаммиры до 1283 года (1339 VS). Однако, согласно генеалогии, приведенной в Прабда Коша, Хаммира взошел на трон в 1285 году. Индийский историк Дашаратха Шарма предполагает, что Джайтрасимха жил до 1285 года, что может объяснить это несоответствие.

## Начало правления
Вскоре после своего вступления на престол Хаммирадева предпринял серию набегов на своих соседей-индусов вплоть до 1288 года. Хаммира Махакавья представляет эти набеги как систематическую кампанию digvijaya («завоевания во всех направлениях»). Однако собственные надписи Хаммирадевы не упоминают о какой-либо кампании дгивиджая.
В Балванской надписи 1288 года упоминается, что Хаммирадева захватил в плен слоновью силу Арджуны II, царя Малвы из династии Парамара. Парамары сильно ослабили свою власть, и после смерти Арджуны их царство столкнулось с внутренним восстанием. Воспользовавшись этим, несколько их врагов вторглись и разграбили Малву.
Согласно Хаммира Махакавье, Хаммирадева также подчинил себе Арджуну, правителя княжества под названием Бхимараса. Затем он собрал дань с крепости Мангалакрита (современный Мандалгарх). Затем Хаммира нацелился на Бходжу II, преемника Арджуны II в Малве. Он победил силы Парамары и достиг Удджайини (Удджайн) и Дхары (Дхар). Затем он вернулся домой через места под названием Читтор, Абу, Вардханапура (Баднор), Чанга, Пушкар, Махараштра (современная деревня Маро), Кхандилла (Кхандела), Чампа и Каркарала (Караули). В Каркарале он получил дань уважения от правителя Трибхуванагири (Тимангарх).
Из всех этих набегов собственные надписи Хаммиры упоминают только его успехи в Малве. Поэтому индийский историк Дашаратха Шарма сомневается в историчности других набегов, описанных в «Хаммира Махакавье», и считает его рассказ о дигивджайе вымышленным.
В Балванской надписи упоминается, что Хаммирадева дважды совершил ритуальное жертвоприношение, известное как Коти-яджна. Эта жертва, по-видимому, была похожа на церемонию Ашвамедха, которая была доказана древними индийскими царями, чтобы доказать свою суверенность. Коти-яджна, совершалась царским жрецом Вишварупой.

## Конфликт с Делийским султанатом
Войны Хаммиры с его индуистскими соседями в конечном счете оставили его без каких-либо союзников против его могущественного северного соседа, мусульманского Делийского султаната.

### Джалал ад-Дин Хильджи
В 1290 году Джалал ад-Дин Хильджи, правитель Делийского султаната, вторгся на территорию Хаммиры. Он разбил войска Хаммиры во главе с Гурдасом Сайни, который был убит в битве. Делийская армия захватила Джайн, а затем двинулась к Рантхамбору. Они осадили форт Рантхамбор с помощью манджаников (осадных машин), но не смогли захватить форт. В конце концов Джалалуддин сдался и вернулся в Дели.
После отступления Джалал ад-Дина Хаммира вновь захватила Джайн. В 1292 году Джалал ад-Дин вновь вторгся в Джайн, на этот раз безуспешно.

### Ала ад-Дин Хильджи
В 1299 году некоторые монгольские солдаты Делийского султаната подняли мятеж против своих генералов. Хаммира предоставил убежище двум из этих лидеров — Мухаммад Шаху (он же Махим-Шах) и Кабру — и их последователям. Он отклонил требования сдать этих солдат, что привело к вторжению со стороны Делийского султаната.
Хаммира потерял своего генерала Бхимасамху во время вторжения во главе с делийским генералом Улуг-Ханом. Хаммира возложил ответственность за это фиаско на своего министра Дхармасиму и приказал его кастрировать и ослепить. Однако вскоре Дхармасимха снова завоевал расположение царя, собрав деньги для борьбы с делийским султанатом. Эти деньги были собраны за счет высоких налогов на население, что сделало Хаммиру очень непопулярной среди широких масс. Его братья Бходжа и Питасимха переметнулись к Ала ад-Дину в результате интриг Дхармасимы.
По наущению Бходжи Ала ад-Дин отправил в поход на Рантхамбор более сильную армию. Однако эта армия была разбита генералами Хаммиры, в том числе мятежными монгольскими вождями. Затем Ала ад-Дин послал Нусрат-хана, наместника Авада, усилить войска Улуг-Хана. Объединенные силы Дели подошли к Рантхамбору и осадили форт. Несколько дней спустя Нусрат-Хан был смертельно ранен камнем манджаник. Воспользовавшись ситуацией, Хаммира вышел из крепости с большим войском и вынудил Улуг-Хана отступить.
После смерти Нусрат-Хана делийский султан Ала ад-Дин решил лично возглавить осаду Рантхамбора. Он приказал своим офицерам из разных провинций собрать свои войска в Тилпате, а затем повел объединенные силы на крепость Ранхтамбор. Затем последовала длительная осада, во время которой офицеры Хаммиры Ратипала и Ранамалла перешли на сторону Ала ад-Дина.
К июлю 1301 года Хаммира находилась в тяжелом положении из-за дезертирства и похожей на голод ситуации в форте. Поэтому он решил сражаться насмерть со своими верными людьми . Женщины из форта, возглавляемые его главной королевой Рангой Деви, покончили жизнь самоубийством с помощью Джаухара (массового самосожжения, чтобы не попасть в руки врага). Хаммира предложил безопасный проход своему брату Вираме, своему министру Джадже и мятежному монгольскому лидеру Мухаммаду Шаху, но все они отказались покинуть его. Вирама погиб сражаясь рядом с ним в последнем бою. Джаджа, которого Хаммира назначила своим преемником, умер через два дня, защищая форт. Мухаммад-Шах был ранен в бою, а позже казнен по приказу Ала ад-Дина. Хаммира и его верные спутники прошли маршем до вершины кургана пашеб, где они сражались до смерти с армией Ала ад-Дина. Некоторые барды эпохи раджпутов утверждают, что Хаммира отрубил свою собственную голову и предложил ее Богу Махадеве, когда столкнулся с окончательным поражением.

## Культурные мероприятия
По словам джайнского ученого Наячандры, Хаммира был щедр по отношению к брахманами уважал все индийские религии, включая джайнизм.
Согласно Шарнгадхара-паддхати, Хаммира был учеником ученого-поэта Рагхавадевы, который приходился дедом знаменитому антологисту Шарнгадхаре. Хаммира также покровительствовал поэту Биджадитье.

## В популярной культуре
Хаммира был провозглашен героем в нескольких произведениях, написанных после его смерти, в том числе написанных на санскрите, пракрите, хинди и раджастхани. Хаммира Махакавья, его биография, написанная джайнским ученым Наячандрой Сури, является главным источником информации о нем. Сурджана-Чарита также описывает его, хотя и не вполне достоверно с исторической точки зрения. Он также упоминается в нескольких стихах Пракрита-Пингалы (или Пракрита-Пингалама, XIV век) и Шарнгадхара-Паддхати.
Две более поздние работы на хинди о его жизни включают Хаммира-Расо Джодхараджи и Хаммира-Хатха Чандрашекхары. Однако они имеют мало исторической ценности.